# Communauté de communes du Pays d’Ambert
Die Communauté de communes du Pays d’Ambert ist ein ehemaliger französischer Gemeindeverband mit der Rechtsform einer Communauté de communes im Département Puy-de-Dôme in der Region Auvergne-Rhône-Alpes. Sie wurde am 24. Dezember 1999 gegründet und umfasste sieben Gemeinden. Der Verwaltungssitz befand sich im Ort Ambert.

## Historische Entwicklung
Mit Wirkung vom 1. Januar 2017 fusionierte der Gemeindeverband mit  
- Communauté de communes de Livradois Porte d’Auvergne,
- Communauté de communes du Haut Livradois,
- Communauté de communes du Pays d’Arlanc,
- Communauté de communes du Pays de Cunlhat,
- Communauté de communes du Pays d’Olliergues sowie
- Communauté de communes de la Vallée de l’Ance

und bildete so die Nachfolgeorganisation Communauté de communes Ambert Livradois Forez.

## Ehemalige Mitgliedsgemeinden
1. Ambert
2. Champétières
3. La Forie
4. Job
5. Saint-Ferréol-des-Côtes
6. Thiolières
7. Valcivières